# Jezer
Jezer (cyr. Језер) – wieś w Czarnogórze, w gminie Cetynia. W 2011 roku liczyła 9 mieszkańców.